# Dyckia maritima
Espèce
Classification APG II (2003)
Dyckia maritima est une espèce de plantes de la famille des Bromeliaceae, sous-famille des Pitcairnioideae, endémique du Brésil.

## Galerie

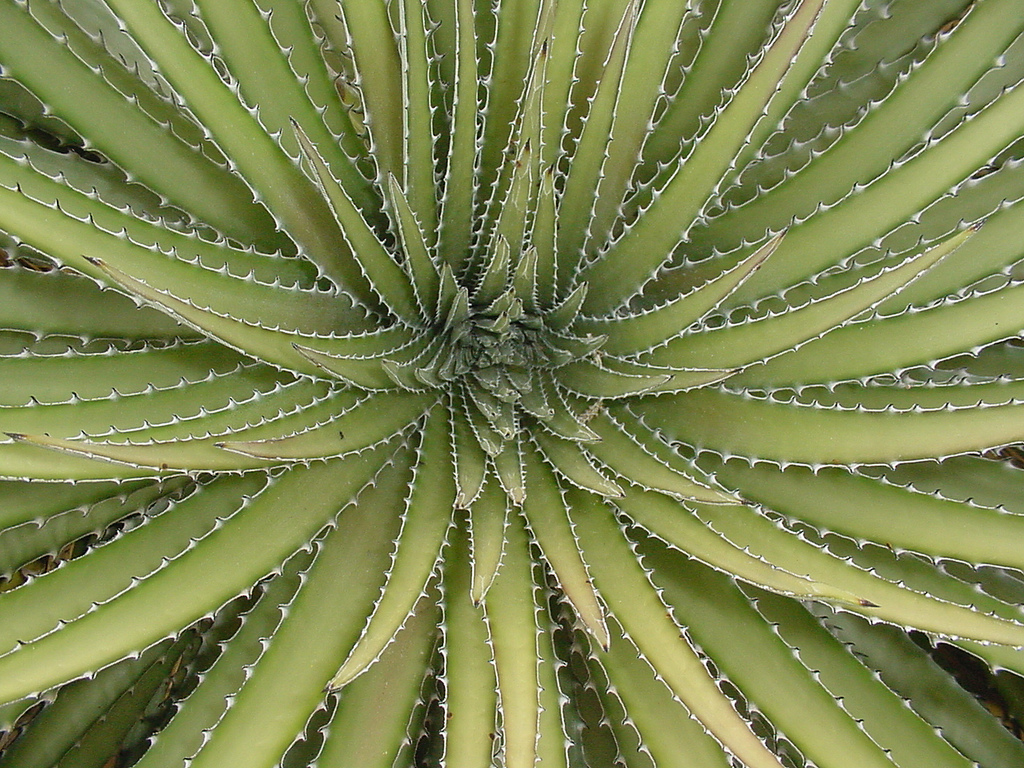
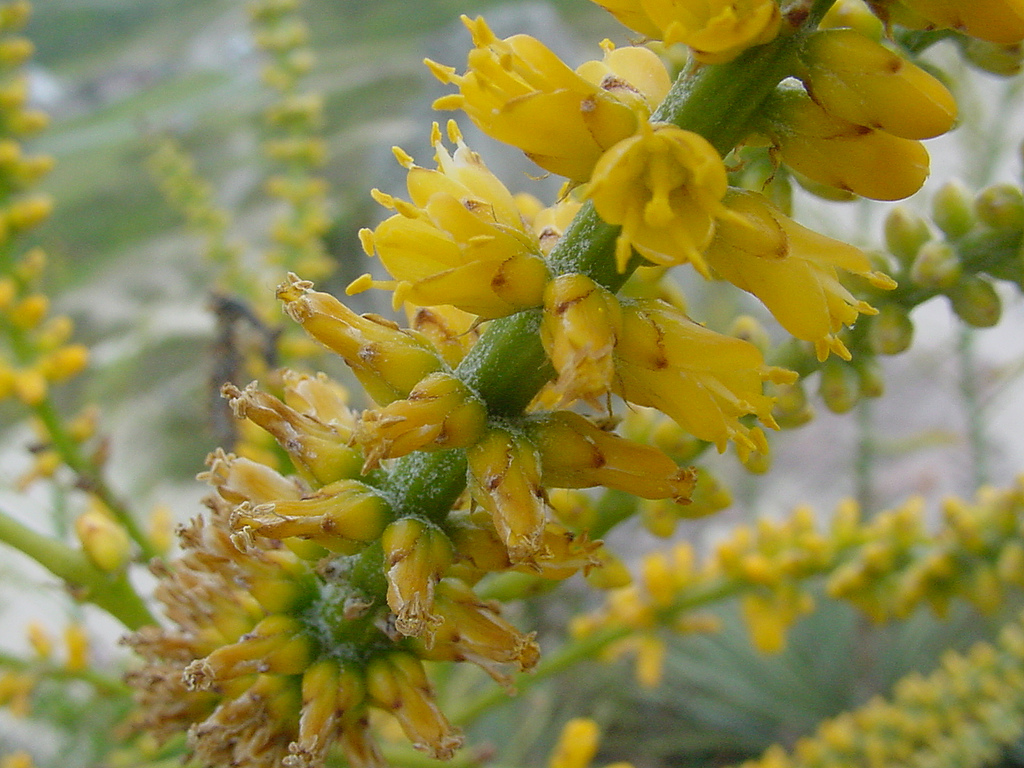